# Chelidura pyrenaica
Chelidura pyrenaica ist eine Art der zu den Insekten gehörenden Ohrwürmer und in den Pyrenäen verbreitet.

## Merkmale
Der Kopf ist orange gefärbt. Die Vorderflügel (Elytren) sind reduziert und kragenartig, Hinterflügel fehlen. Der Körper ist relativ dunkel gefärbt, rötlichbraun bis schwarzbraun. Das Pronotum ist schmal gelb gerandet. Nach manchen Angaben sind die Weibchen meist dunkler gefärbt. Die Cerci der Männchen sind variabel geformt, bei manchen Individuen sind sie lang und nur leicht gekrümmt, bei anderen kurz und stark gekrümmt. Die Cerci der Männchen besitzen dorsal hinter der Basis keinen Höcker und innen knapp distal der Mitte einen deutlichen Höcker. Beim Weibchen sind die Seitenwülste des Epiprokts flacher als bei Chelidura aptera.

### Ähnliche Arten
Die ähnlichen Arten Chelidura aptera und Chelidura arverna leben geographisch getrennt in den Alpen und im Zentralmassiv. In den Pyrenäen lebt noch Pseudochelidura sinuata. Bei dieser Art sind die Elytren voll ausgebildet, mit schrägen Hinterkanten. Außerdem besitzt die Zange der Männchen einen deutlich ausgebildeten Zahn an der Innenseite. Auch ist der Kopf der Pseudochelidura-Arten dunkler gefärbt. Die ähnlichen Chelidurella-Arten leben weiter nordöstlich.

## Verbreitung
Das Verbreitungsgebiet beschränkt sich auf die Pyrenäen, vor allem die östlichen und zentralen Pyrenäen. Angaben aus dem Zentralmassiv sind auf die Art Chelidura arverna zurückzuführen, die früher als Unterart von Chelidura pyrenaica galt. Vorkommen in der spanischen Sierra Nevada sind möglich. Ein möglicherweise falsch beschriftetes Exemplar ist von dort bekannt.

## Lebensraum
Chelidura pyrenaica lebt in Höhen zwischen 1000 und 2500 m Höhe. Hier lebt die Art an Berghängen, normalerweise auf Weiden, deren Boden von Steinen bedeckt ist, in Waldrandnähe und in offenem Gelände. Die Böden sind dabei meistens von Schiefer und Kalkstein dominiert. Adulte Individuen können häufig unter Steinen, Totholz, Baumrinde oder in Erdklumpen gefunden werden.

## Lebensweise
Die Art ist meist von Juni bis Oktober zu finden, es sind aber auch Funde aus dem Frühling dokumentiert. Die Fortpflanzung findet von April bis Mai statt, in Erdgängen, die unter den Verstecken angelegt werden. Die Weibchen legen die 40–45 Eier als Eipaket in eine flache Senke am Ende eines dieser Gänge und bewachen sie bis zum Schlupf der Nymphen. Bei Störungen verstecken sich die Weibchen, kehren aber kurze Zeit später zurück, um die Eier einzeln in ein neues Versteck zu transportieren. Eier wurden in Andorra in der zweiten Junihälfte beobachtet, verschiedene Nymphenstadien in der zweiten Junihälfte und der ersten Julihälfte. In beiden Fällen wurden sie von Weibchen bewacht.

## Taxonomie
Die Art wurde 1832 von Giuseppe Gené als Forficula pyrenaica erstbeschreiben. Die ehemalige Unterart Chelidura pyrenaica arverna gilt mittlerweile als eigene Art Chelidura arverna David & Van Herrewege, 1973.